# 텐타클 최후의 날
《텐타클 최후의 날》(Day of the Tentacle, Maniac Mansion II: Day of the Tentacle)은 루카스아츠가 개발하고 배급한 1993년 그래픽 어드벤처 게임이다. 1987년 게임 공포의 저택(매니악 맨션)의 후속작이다. 게임 줄거리는 Bernard Bernoulli와 그의 친구들 Hoagie, Laverne이 악마 퍼플 텐타클의 세계 정복을 막는 것을 시도하는 이야기를 다루고 있다. 플레이어는 이 셋을 조정하여 퍼즐을 풀며 각기 다른 시대 역사를 탐험하며 여행을 떠난다.
이 게임은 플로피 디스크와 CD-ROM으로 동시 출시하면서 찬사를 받았고 상업적인 성공을 거두었다.

## 평가
텐타클 최후의 날은 에지에 따르면 준수한 상업적 성공을 이루었으며 2009년 기점으로 대략 80,000본을 판매하였다.

## 리마스터
- 스페셜 에디션(Special Edition)
- 리마스터(Remastered)